# Komárov (Brzice)
Komárov (německy Komarow) je malá vesnice, část obce Brzice v okrese Náchod. Nachází se asi 4 km na sever od Brzice. V roce 2009 zde bylo evidováno 8 adres. V roce 2011 zde trvale žili jen 3 obyvatelé.
Komárov leží v katastrálním území Proruby o výměře 2,38 km2.

## Historie
První písemná zmínka o obci pochází z roku 1565.

## Pamětihodnosti
- mezní kříž stojí na okraji lesa